# Cincinnati Open 2024
Cincinnati Open 2024 là một giải quần vợt nam và nữ thi đấu trên mặt sân cứng ngoài trời diễn ra từ ngày 12 đến ngày 19 tháng 8 năm 2024. Đây là một giải đấu Masters 1000 trong ATP Tour 2024 và WTA 1000 trong WTA Tour 2024. Giải đấu năm 2024 là lần thứ 123 (nam) và lần thứ 96 (nữ) giải Cincinnati Masters được tổ chức và diễn ra tại Lindner Family Tennis Center ở Mason, Ohio, ngoại ô phía bắc Cincinnati, Hoa Kỳ.

## Phân phối điểm
| Sự kiện | VĐ    | CK  | BK  | TK  | Vòng 1/16 | Vòng 1/32 | Vòng 1/64 | Q  | Q2 | Q1 |
| Đơn nam | 1,000 | 650 | 400 | 200 | 100       | 50        | 10        | 30 | 16 | 0  |
| Đôi nam | 1,000 | 600 | 360 | 180 | 90        | 0         | —         | —  | —  | —  |
| Đơn nữ  | 1,000 | 650 | 390 | 215 | 120       | 65        | 10        | 30 | 20 | 2  |
| Đôi nữ  | 1,000 | 650 | 390 | 215 | 120       | 10        | —         | —  | —  | —  |

## Nội dung đơn ATP

### Hạt giống
Dưới đây là những tay vợt được xếp loại hạt giống. Hạt giống dựa trên bảng xếp hạng ATP vào ngày 5 tháng 8 năm 2024. Xếp hạng và điểm trước vào ngày 12 tháng 8 năm 2024.
| Hạt giống | Xếp hạng | Tay vợt            | Điểm trước | Điểm bảo vệ | Điểm thắng | Điểm sau | Thực trạng                                 |
| --------- | -------- | ------------------ | ---------- | ----------- | ---------- | -------- | ------------------------------------------ |
| 1         | 1        | Jannik Sinner      | 8,770      | 10          | 650        | 9,410    | Vô địch, đánh bại Frances Tiafoe           |
| 2         | 3        | Carlos Alcaraz     | 7,950      | 600         | 10         | 7,360    | Vòng 2 thua trước Gaël Monfils             |
| 3         | 4        | Alexander Zverev   | 6,995      | 360         | 400        | 7,035    | Bán kết thua trước Jannik Sinner [1]       |
| 4         | 5        | Daniil Medvedev    | 6,355      | 90          | 10         | 6,275    | Vòng 2 thua trước Jiří Lehečka             |
| 5         | 7        | Hubert Hurkacz     | 4,215      | 360         | 200        | 4,055    | Tứ kết bỏ cuộc trước Frances Tiafoe        |
| 6         | 6        | Andrey Rublev      | 4,615      | 10          | 200        | 4,805    | Tứ kết thua trước Jannik Sinner [1]        |
| 7         | 8        | Casper Ruud        | 3,890      | (45)†       | 10         | 3,855    | Vòng 2 thua trước Félix Auger-Aliassime    |
| 8         | 9        | Grigor Dimitrov    | 3,690      | (45)†       | 10         | 3,655    | Vòng 2 thua trước Fábián Marozsán          |
| 9         | 11       | Stefanos Tsitsipas | 3,465      | 90          | 50         | 3,425    | Vòng 2 thua trước Jack Draper              |
| 10        | 13       | Tommy Paul         | 3,065      | 90          | 10         | 2,985    | Vòng 1 thua trước Flavio Cobolli           |
| 11        | 12       | Taylor Fritz       | 3,290      | 180         | 10         | 3,120    | Vòng 1 thua trước Brandon Nakashima [WC]   |
| 12        | 14       | Ben Shelton        | 2,955      | 45          | 200        | 3,110    | Tứ kết thua trước Alexander Zverev [3]     |
| 13        | 17       | Ugo Humbert        | 2,365      | 45          | 10         | 2,330    | Vòng 1 thua trước Jordan Thompson          |
| 14        | 18       | Lorenzo Musetti    | 2,250      | 45          | 50         | 2,255    | Vòng 2 thua trước Frances Tiafoe           |
| 15        | 16       | Holger Rune        | 2,390      | 10          | 400        | 2,780    | Bán kết thua trước Frances Tiafoe          |
| 16        | 15       | Sebastian Korda    | 2,625      | (50)†       | 10         | 2,585    | Vòng 1 thua trước Pablo Carreño Busta [PR] |

† Điểm năm 2023 của tay vợt được thay thế bằng kết quả tốt hơn cho mục đích xếp hạng của tay vợt tính đến ngày 12 tháng 8 năm 2024. Thay vào đó, điểm cho kết quả tốt nhất của lần 19 sẽ bị trừ.

#### Tay vợt rút lui khỏi giải đấu
Dưới đây là những tay vợt được xếp loại hạt giống, nhưng rút lui trước khi giải đấu bắt đầu.
| Xếp hạng | Tay vợt        | Điểm trước | Điểm bảo vệ | Điểm sau | Lý do rút lui         |
| -------- | -------------- | ---------- | ----------- | -------- | --------------------- |
| 2        | Novak Djokovic | 8,460      | 1,000       | 7,460    | Thay đổi lịch thi đấu |
| 10       | Alex de Minaur | 3,480      | 45          | 3,435    | Chấn thương hông      |

### Vận động viên khác
Đặc cách:
- Matteo Berrettini
- Brandon Nakashima
- Reilly Opelka
- Max Purcell

Bảo toàn thứ hạng:
- Pablo Carreño Busta

Vượt qua vòng loại:
- Nuno Borges
- Aleksandar Kovacevic
- Yoshihito Nishioka
- Brandon Holt
- Alex Michelsen
- Jaume Munar
- Corentin Moutet

### Rút lui
- Alexander Bublik → thay thế bởi  Fábián Marozsán
- Alex de Minaur → thay thế bởi  Marcos Giron
- Novak Djokovic → thay thế bởi  Giovanni Mpetshi Perricard
- Cameron Norrie  → thay thế bởi  Miomir Kecmanović

## Nội dung đôi ATP

### Hạt giống
| Quốc gia | Tay vợt           | Quốc gia | Tay vợt                | Xếp hạng | Hạt giống |
| -------- | ----------------- | -------- | ---------------------- | -------- | --------- |
| ESP      | Marcel Granollers | ARG      | Horacio Zeballos       | 2        | 1         |
| IND      | Rohan Bopanna     | AUS      | Matthew Ebden          | 7        | 2         |
| USA      | Rajeev Ram        | GBR      | Joe Salisbury          | 11       | 3         |
| ESA      | Marcelo Arévalo   | CRO      | Mate Pavić             | 15       | 4         |
| ITA      | Simone Bolelli    | ITA      | Andrea Vavassori       | 19       | 5         |
| MEX      | Santiago González | FRA      | Édouard Roger-Vasselin | 26       | 6         |
| FIN      | Harri Heliövaara  | GBR      | Henry Patten           | 27       | 7         |
| AUS      | Max Purcell       | AUS      | Jordan Thompson        | 37       | 8         |

- Bảng xếp hạng vào ngày 5 tháng 8 năm 2024.

### Vận động viên khác
Đặc cách:
- Robert Cash /  James Tracy
- Mackenzie McDonald /  Alex Michelsen
- Brandon Nakashima /  William Woodall

Thay thế:
- Julian Cash /  Robert Galloway
- Sadio Doumbia /  Adrian Mannarino

### Rút lui
- Sadio Doumbia /  Fabien Reboul → thay thế bởi  Francisco Cerúndolo /  Tomás Martín Etcheverry
- Sebastian Korda /  Ben Shelton → thay thế bởi  Julian Cash /  Robert Galloway
- Jiří Lehečka /  Casper Ruud → thay thế bởi  Sadio Doumbia /  Adrian Mannarino

## Nội dung đơn WTA

### Hạt giống
Dưới đây là những tay vợt được xếp loại hạt giống. Hạt giống dựa trên bảng xếp hạng WTA vào ngày 5 tháng 8 năm 2024. Xếp hạng và điểm trước vào ngày 12 tháng 8 năm 2024.
Theo Luật WTA năm 2024, điểm từ tất cả các giải đấu ATP/WTA 1000 (bao gồm cả Cincinnati) bắt buộc phải được tính vào xếp hạng của một tay vợt.
| Hạt giống | Xếp hạng | Tay vợt             | Điểm trước | Điểm bảo vệ | Điểm thắng | Điểm sau | Thực trạng                                 |
| --------- | -------- | ------------------- | ---------- | ----------- | ---------- | -------- | ------------------------------------------ |
| 1         | 1        | Iga Świątek         | 10,655     | 350         | 390        | 10,695   | Bán kết thua trước Aryna Sabalenka [3]     |
| 2         | 2        | Coco Gauff          | 7,633      | 900         | 10         | 6,743    | Vòng 2 thua trước Yulia Putintseva         |
| 3         | 3        | Aryna Sabalenka     | 7,366      | 350         | 1,000      | 8,016    | Vô địch, đánh bại Jessica Pegula [6]       |
| 4         | 4        | Elena Rybakina      | 6,026      | 105         | 10         | 5,931    | Vòng 2 thua trước Leylah Fernandez         |
| 5         | 5        | Jasmine Paolini     | 5,268      | 220         | 120        | 5,168    | Vòng 3 thua trước Mirra Andreeva           |
| 6         | 6        | Jessica Pegula      | 4,615      | 105         | 650        | 5,160    | Á quân, thua trước Aryna Sabalenka [3]     |
| 7         | 7        | Zheng Qinwen        | 3,965      | 105         | 120        | 3,980    | Vòng 3 thua trước Anastasia Pavlyuchenkova |
| 8         | 11       | Jeļena Ostapenko    | 3,478      | 60          | 10         | 3,428    | Vòng 2 thua trước Elina Avanesyan [LL]     |
| 9         | 12       | Daria Kasatkina     | 3,103      | 105         | 65         | 3,063    | Vòng 2 thua trước Taylor Townsend [Q]      |
| 10        | 17       | Liudmila Samsonova  | 2,450      | (55)†       | 215        | 2,610    | Tứ kết thua trước Aryna Sabalenka [3]      |
| 11        | 13       | Emma Navarro        | 3,038      | (98)†       | 10         | 2,950    | Vòng 1 thua trước Mirra Andreeva           |
| 12        | 16       | Ons Jabeur          | 2,641      | 190         | 0          | 2,451    | Rút lui do chấn thương vai                 |
| 13        | 15       | Anna Kalinskaya     | 2,660      | (13)‡       | 65         | 2,712    | Vòng 2 thua trước Paula Badosa [PR]        |
| 14        | 19       | Victoria Azarenka   | 2,326      | 60          | 0          | 2,266    | Rút lui do chấn thương                     |
| 15        | 21       | Marta Kostyuk       | 2,260      | (32)†       | 120        | 2,348    | Vòng 3 thua trước Iga Świątek [1]          |
| 16        | 23       | Donna Vekić         | 2,108      | 105         | 10         | 2,013    | Vòng 1 thua trước Ashlyn Krueger [Q]       |
| 17        | 22       | Beatriz Haddad Maia | 2,113      | (30)†       | 10         | 2,093    | Vòng 1 thua trước Anastasia Pavlyuchenkova |

† Điểm năm 2023 của tay vợt không tính vào thứ hạng vào ngày 12 tháng 8 năm 2024 vì giải đấu năm 2023 không bắt buộc. Thay vào đó, điểm từ kết quả tốt nhất của lần 18 sẽ bị trừ.

‡ Tay vợt không vượt qua vòng loại ở giải đấu năm 2023. Thay vào đó, điểm tốt nhất của lần 18 sẽ bị trừ.

#### Tay vợt rút lui khỏi giải đấu
Dưới đây là những tay vợt được xếp loại hạt giống, nhưng rút lui trước khi giải đấu bắt đầu.
| Xếp hạng | Tay vợt            | Điểm trước | Điểm bảo vệ | Điểm sau | Lý do rút lui    |
| -------- | ------------------ | ---------- | ----------- | -------- | ---------------- |
| 8        | Maria Sakkari      | 3,620      | 105         | 3,515    | Chấn thương vai  |
| 9        | Barbora Krejčiková | 3,572      | 1           | 3,571    | Chấn thương đùi  |
| 10       | Danielle Collins   | 3,482      | 60          | 3,422    | Chấn thương bụng |
| 14       | Madison Keys       | 2,728      | 1           | 2,727    | Chấn thương đùi  |

### Vận động viên khác
Đặc cách:
- Bianca Andreescu
- Caroline Dolehide
- Peyton Stearns
- Caroline Wozniacki

Bảo toàn thứ hạng:
- Paula Badosa
- Ajla Tomljanović
- Zhang Shuai

Miễn đặc biệt
- Amanda Anisimova

Vượt qua vòng loại:
- Magdalena Fręch
- Varvara Gracheva
- Lulu Sun
- Taylor Townsend
- Harriet Dart
- Robin Montgomery
- Wang Yafan
- Ashlyn Krueger

Thua cuộc may mắn:
- Elina Avanesyan
- Lucia Bronzetti
- Jéssica Bouzas Maneiro

### Rút lui
- Amanda Anisimova  → thay thế bởi  Lucia Bronzetti
- Victoria Azarenka  → thay thế bởi  Jéssica Bouzas Maneiro
- Sorana Cîrstea → thay thế bởi  Clara Burel
- Danielle Collins → thay thế bởi  Magda Linette
- Caroline Garcia → thay thế bởi  Anhelina Kalinina
- Ons Jabeur → thay thế bởi  Elina Avanesyan
- Madison Keys → thay thế bởi  Zhang Shuai
- Barbora Krejčíková → thay thế bởi  Marie Bouzková
- Veronika Kudermetova → thay thế bởi  Elisabetta Cocciaretto
- Maria Sakkari → thay thế bởi  Karolína Plíšková
- Markéta Vondroušová → thay thế bởi  Viktoriya Tomova

## Nội dung đôi WTA

### Hạt giống
| Quốc gia | Tay vợt            | Quốc gia | Tay vợt               | Xếp hạng1 | Hạt giống |
| -------- | ------------------ | -------- | --------------------- | --------- | --------- |
| CZE      | Kateřina Siniaková | USA      | Taylor Townsend       | 9         | 1         |
| TPE      | Hsieh Su-wei       | BEL      | Elise Mertens         | 9         | 2         |
| USA      | Asia Muhammad      | NZL      | Erin Routliffe        | 27        | 3         |
| ITA      | Sara Errani        | ITA      | Jasmine Paolini       | 31        | 4         |
| UKR      | Lyudmyla Kichenok  | LAT      | Jeļena Ostapenko      | 31        | 5         |
| USA      | Caroline Dolehide  | USA      | Desirae Krawczyk      | 32        | 6         |
| NED      | Demi Schuurs       | BRA      | Luisa Stefani         | 40        | 7         |
| USA      | Sofia Kenin        | USA      | Bethanie Mattek-Sands | 61        | 8         |

- Bảng xếp hạng vào ngày 5 tháng 8 năm 2024.

### Vận động viên khác
Đặc cách:
- Lauren Davis /  Robin Montgomery
- Magda Linette /  Peyton Stearns

Thay thế:
- Moyuka Uchijima /  Wang Yafan
- Wang Xiyu /  Yuan Yue

### Rút lui
- Ulrikke Eikeri /  Ashlyn Krueger → thay thế bởi  Moyuka Uchijima /  Wang Yafan
- Lulu Sun /  Ajla Tomljanović → thay thế bởi  Wang Xiyu /  Yuan Yue

## Nhà vô địch

### Đơn nam
- Jannik Sinner đánh bại  Frances Tiafoe 7–6(7–4), 6–2

### Đơn nữ
- Aryna Sabalenka đánh bại  Jessica Pegula, 6–3, 7–5

### Đôi nam
- Marcelo Arévalo /  Mate Pavić đánh bại  Mackenzie McDonald /  Alex Michelsen, 6–2, 6–4

### Đôi nữ
- Asia Muhammad /  Erin Routliffe đánh bại  Leylah Fernandez /  Yulia Putintseva 3–6, 6–1, [10–4]